# Awans
Awans (en való Awan) és un municipi belga de la província de Lieja a la regió valona.
El 2009 tenia uns 8.758 habitants.

## Nuclis

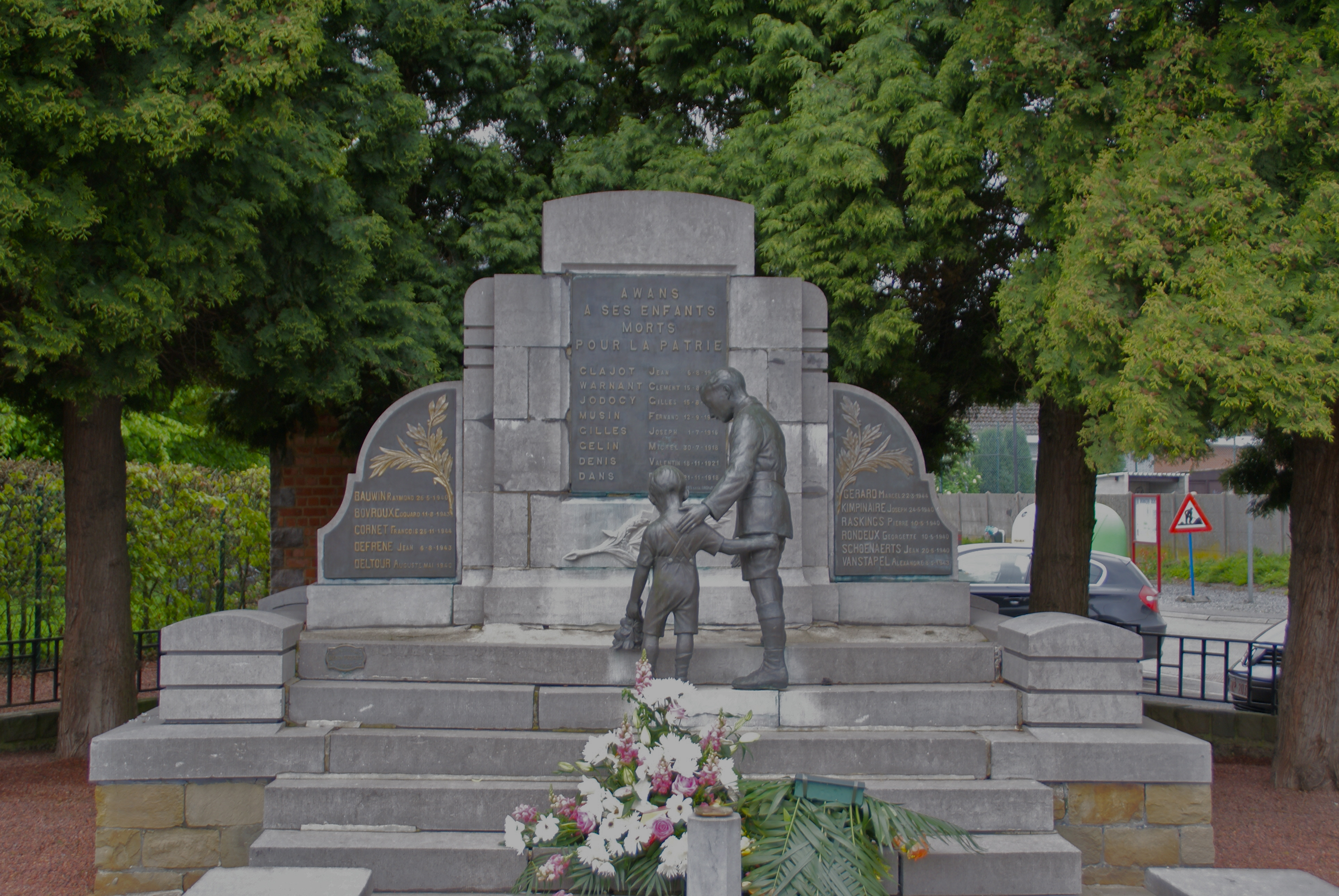
Monument a les víctimes de la Primera Guerra Mundial i de la Segona Guerra Mundial per l'arquitecte J. Lejeune d'Alleur

- Awans
- Fooz
- Hognoul
- Othée
- Villers-l'Évêque

## Història
Awans pertanyia a l'abadia de Chèvremont fins que al 31 de maig de 779, Carlemany el va obtenir en bescanviar-lo amb altres territoris i cedir-lo a l'abadia de Stavelot, una dació que Lluís I el Pietós va confirmar al 815. El seu fill, Lotari I va donar-lo a l'abadia de Prüm al 10 de juliol del 854. Segons un inventari de l'abadia, el 1222 Awans tenia 48 masos. Per la distància, l'abat va haver de nomenar un procurador laic encarregat de la gestió i de la justícia. El procurador va usurpar el títol de Senyor d'Awans, malgrat les protestes de l'abat de Prüm i dels seus successors.

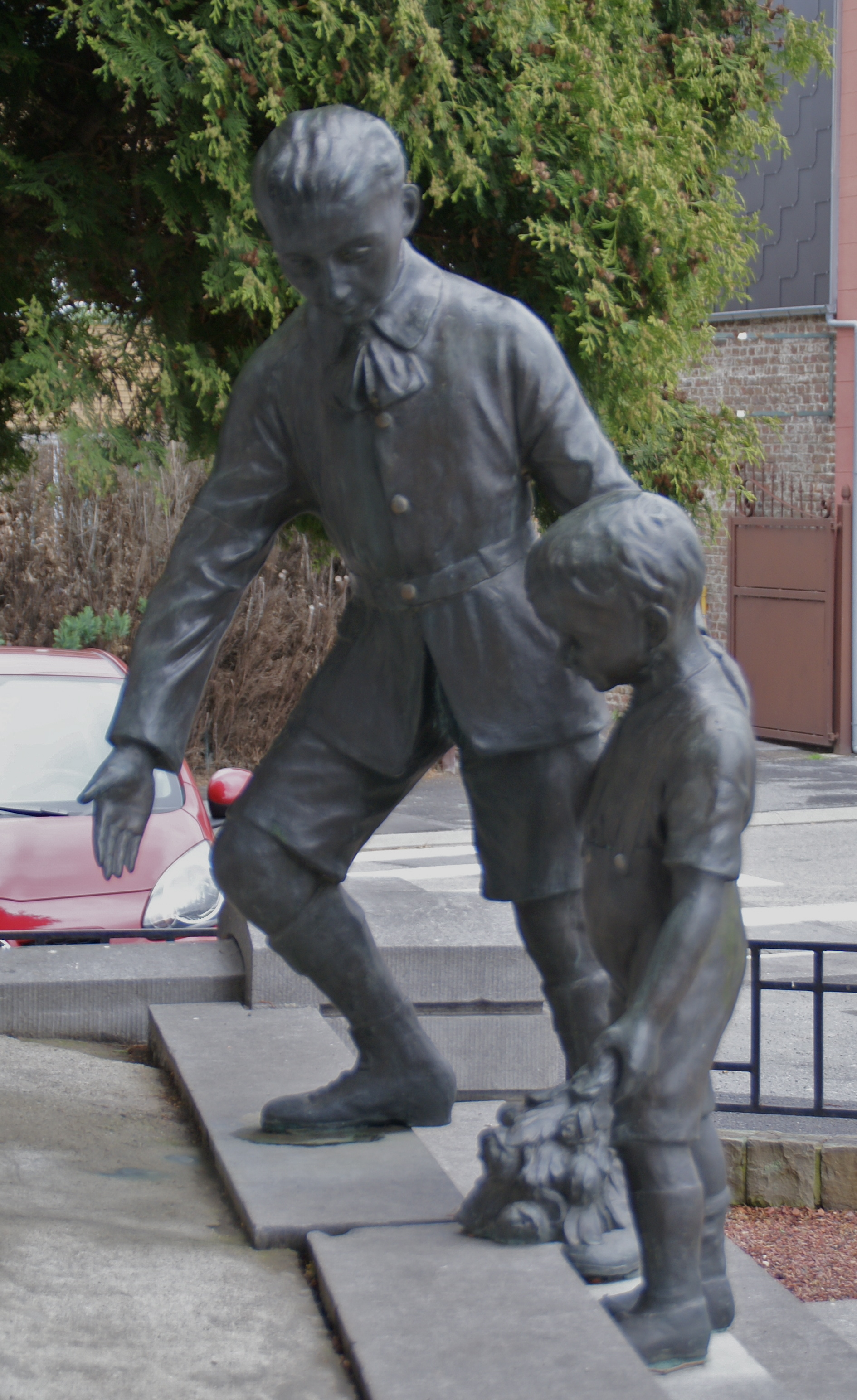
Detall del monument de
bronze del taller Dehin Frères de Lieja

Al 25 de gener de 1331, el príncep-bisbe de Lieja Adolf de la Mark va comprar les procures d'Awans i de Loncin i el feu d'Awans al procurador Humbert Corbeau de Clermont, arruïnat a la guerra dels Awans i dels Waroux, tot i que l'abat de Prüm va oposar-s'hi. El litigi va perdurar fins que el 1794 la revolució francesa va suprimir tots els drets feudals i creà el municipi d'Awans. Les administracions neerlandesa (el 1815) i belga van mantenir aquesta subdivisió administrativa, fins a la fusió dels municipis de l'1 de gener de 1977.

## Geografia i economia
Awans es troba a la plana fèrtil d'Haspengouw i la seva principal activitat econòmica ha estat tradicionalment l'agricultura. Avui encara, gairebé el 80% del terra està dedicat al cultiu, principalment de blat, blat de moro i remolatxa.
A finals del segle xix va conèixer una industrialització a l'entorn de la nova estació de tren situada a la línia 36 de la NMBS. La més coneguda d'aquestes indústries eren les caldereries Chaudronnerie Brouhon. Al seu apogeu, més de 1500 persones hi treballaven. Quan va tancar el 2001, només quedaven uns 50 treballadors. L'emplaçament va transformar-se en un polígon industrial per petites i mitjanes empreses. A la sortida de l'autopista E40, al nucli de Hognoul, s'ha edificat un centre comercial.

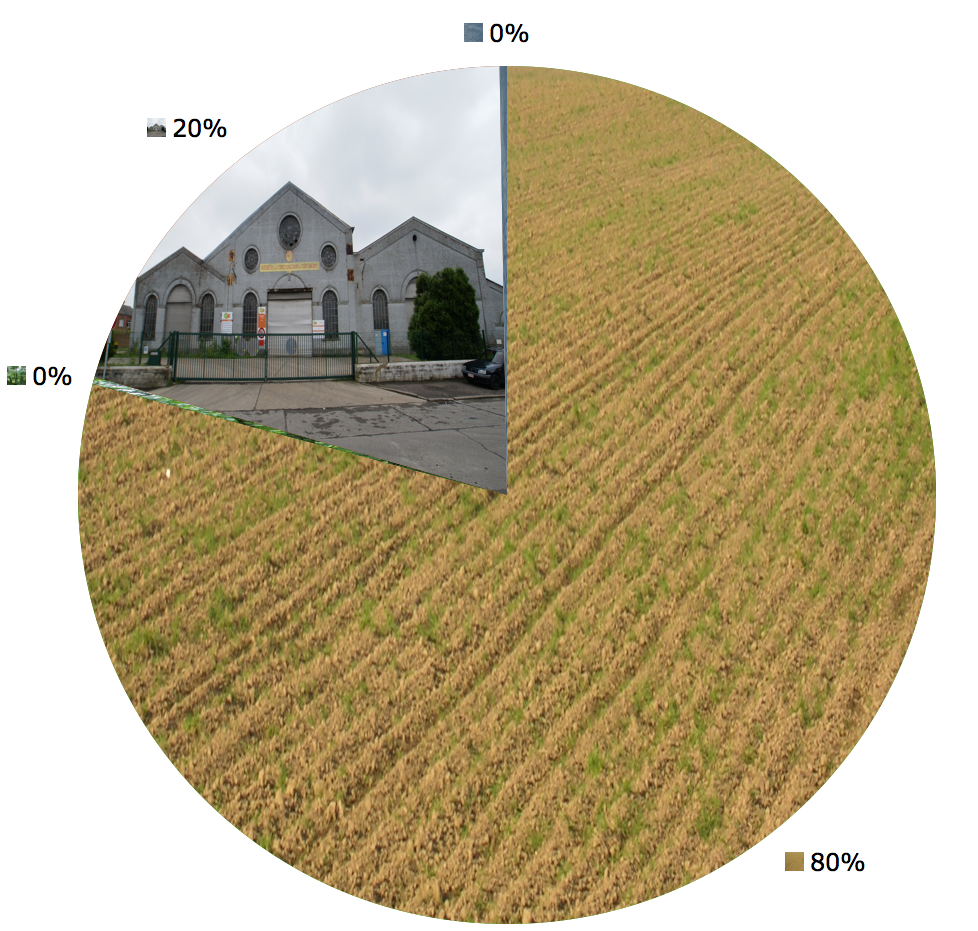
Utilització del terra: 0,23% bosc 79,18% conreu 20,18% construcció
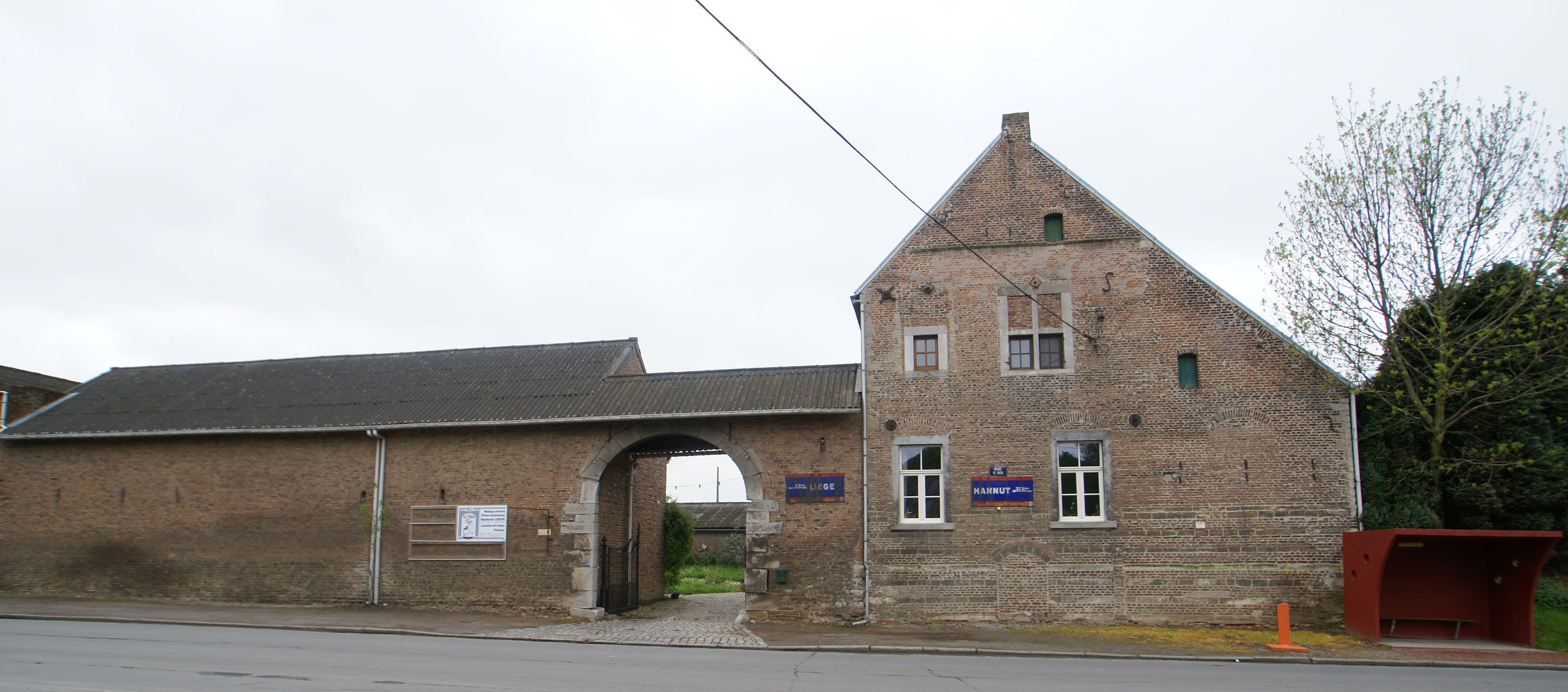
Mas en estil Hesbinyó: La Ferme du Tige al carrer rue de Loncin
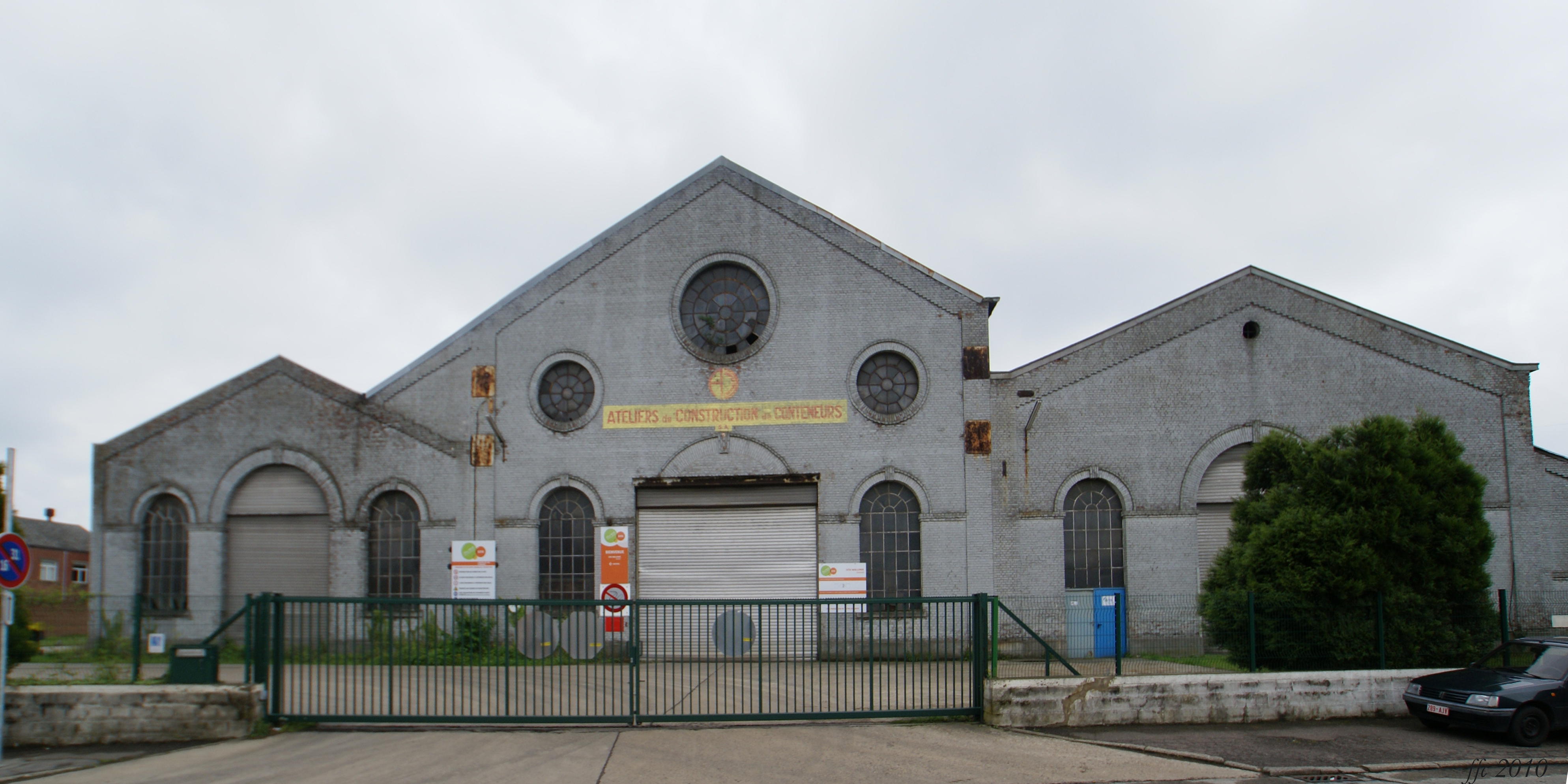
L'antiga caldereria Brouhon

## Galeria

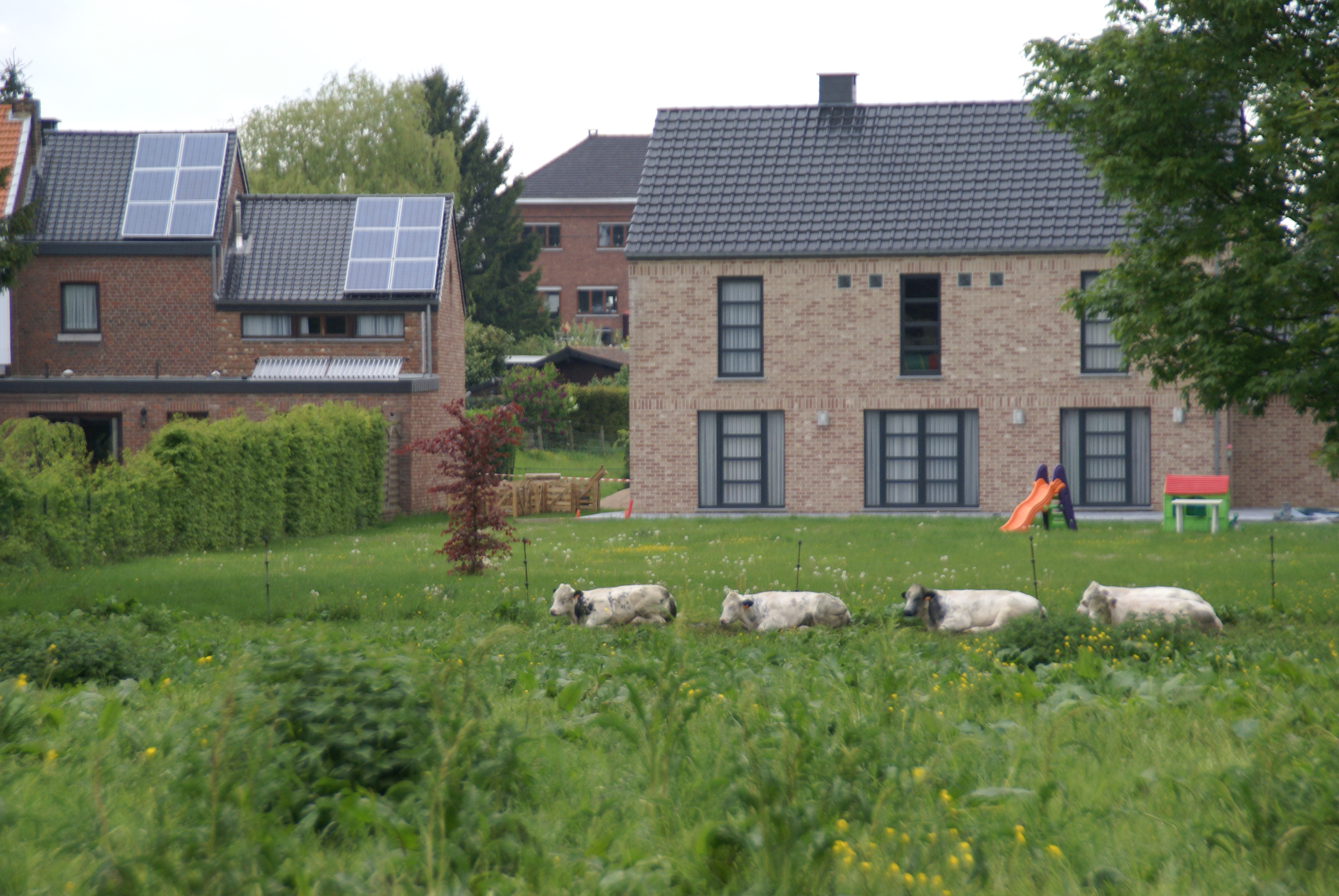
Panorama amb quatre vaques al carrer major rue de l'Église
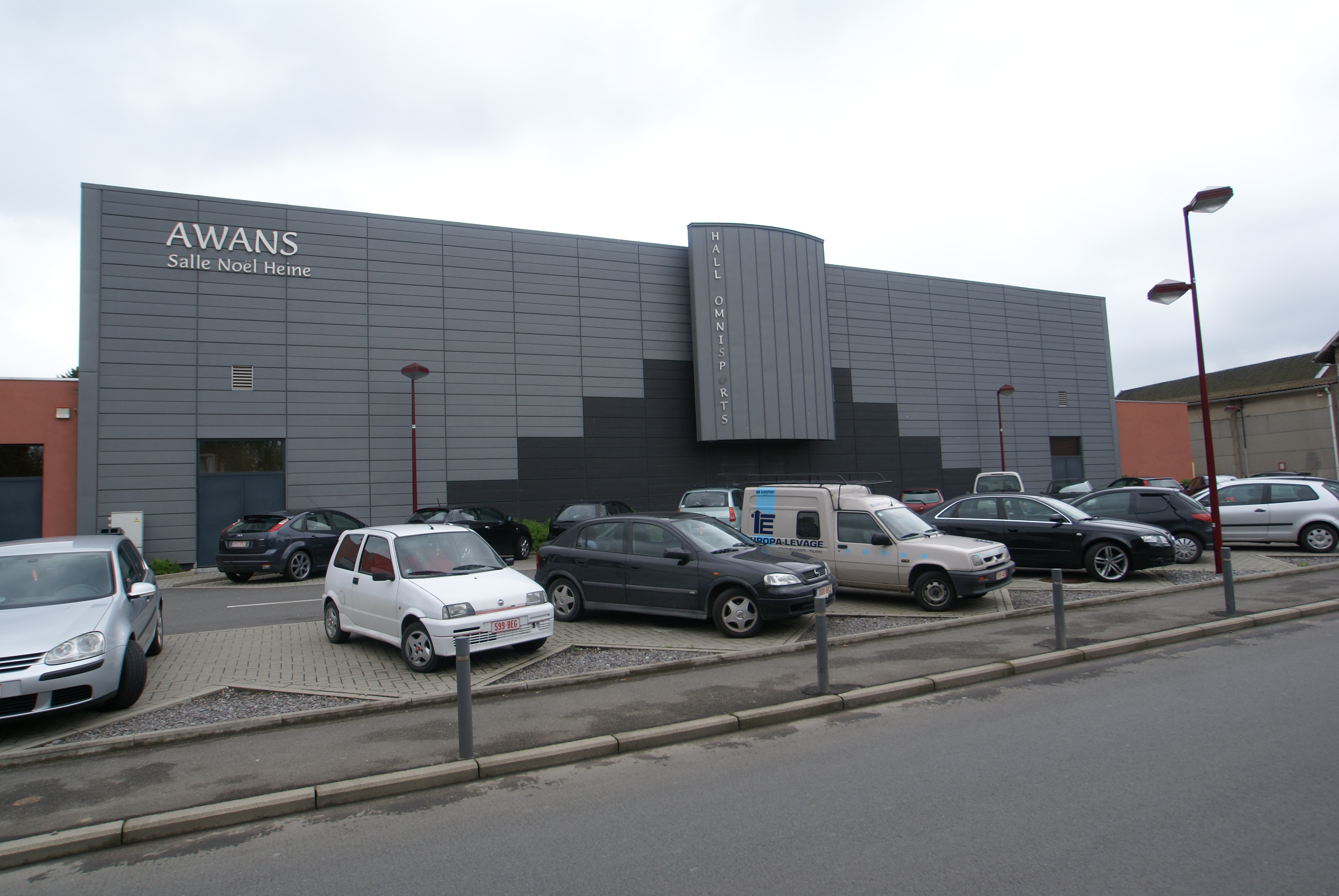
Centre poliesportiu Noël Heine al carrer rue de l'Église
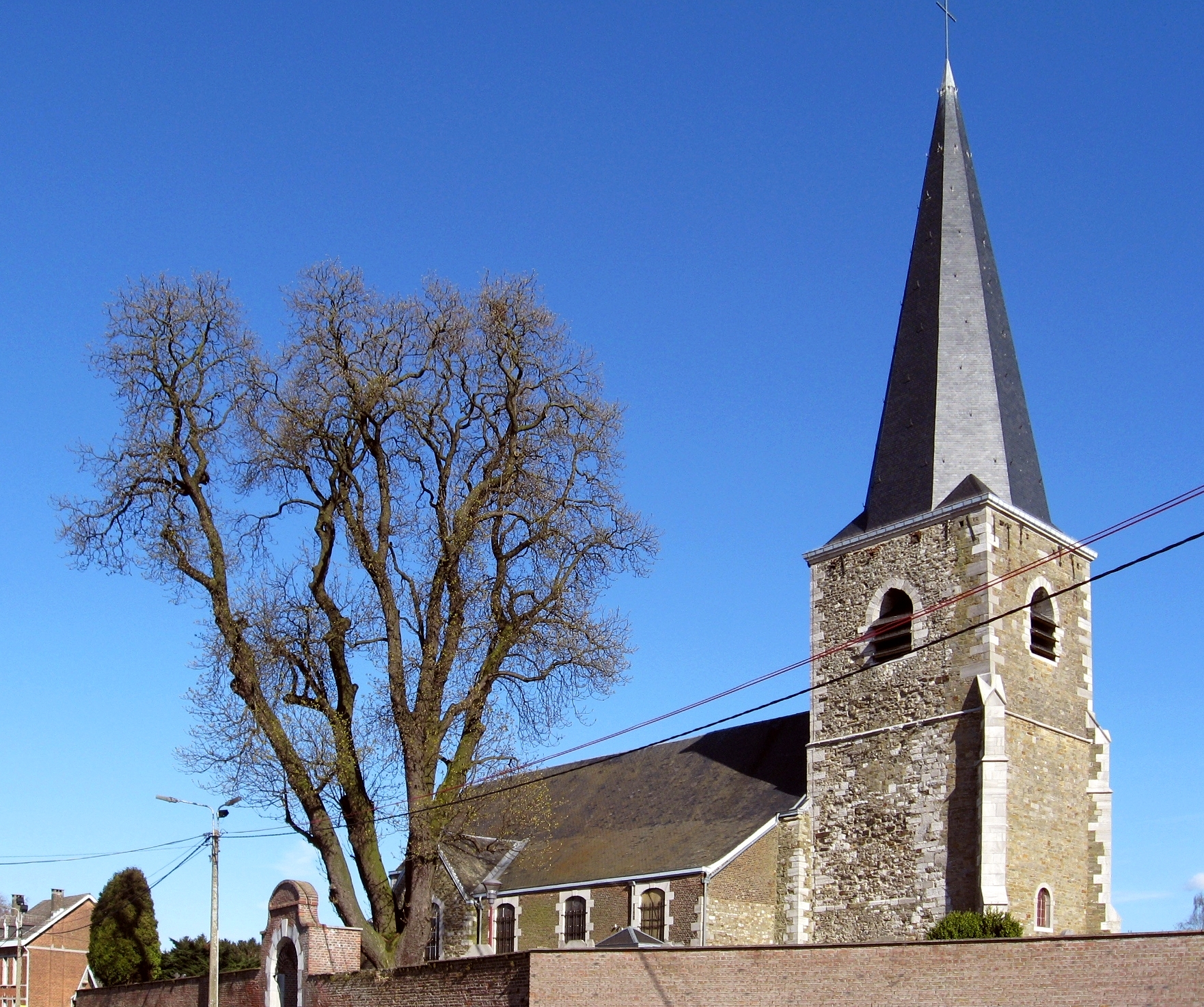
Església d'Àgata de Catània
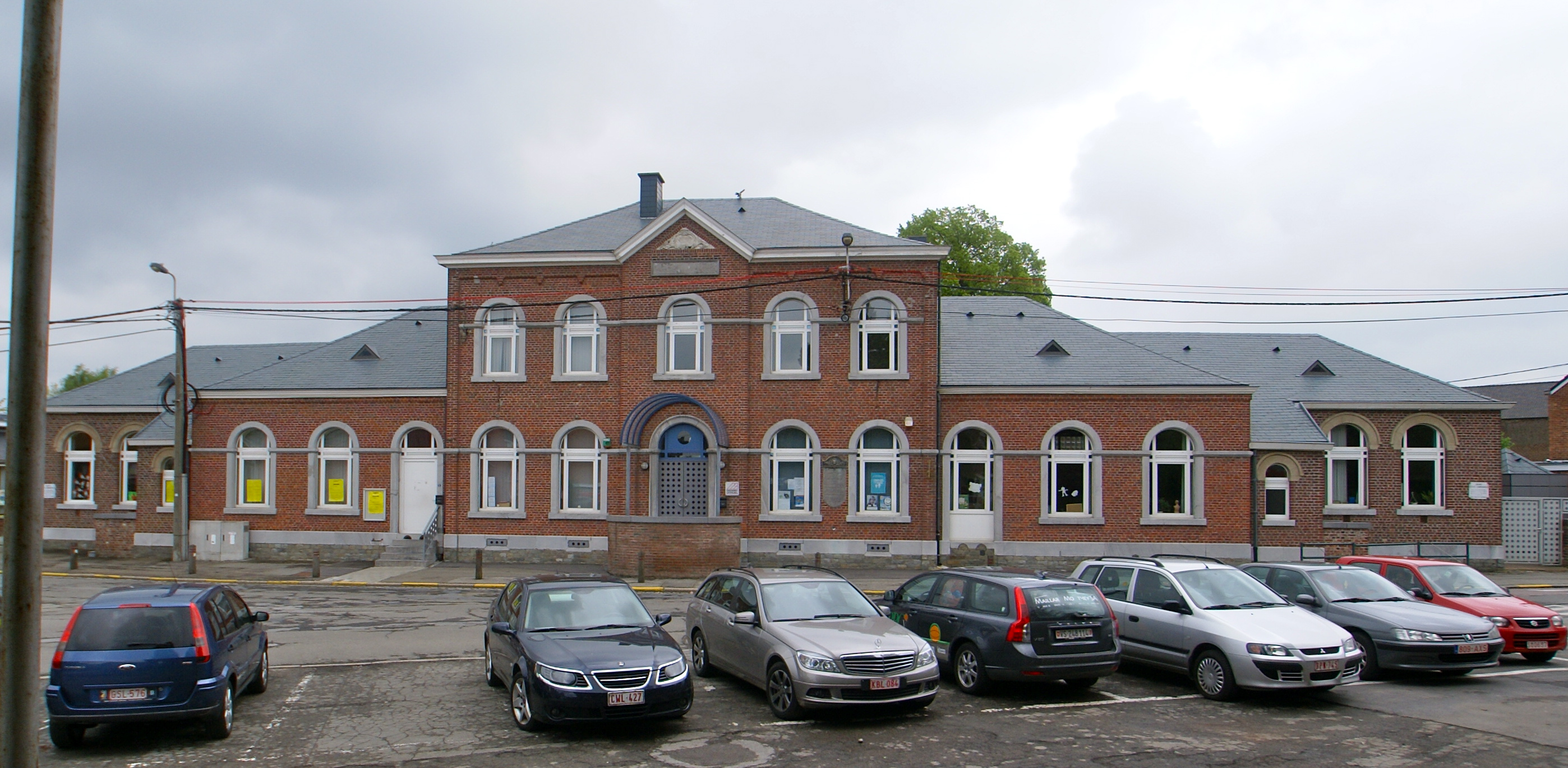
Escola municipal